# 남매의 여름밤

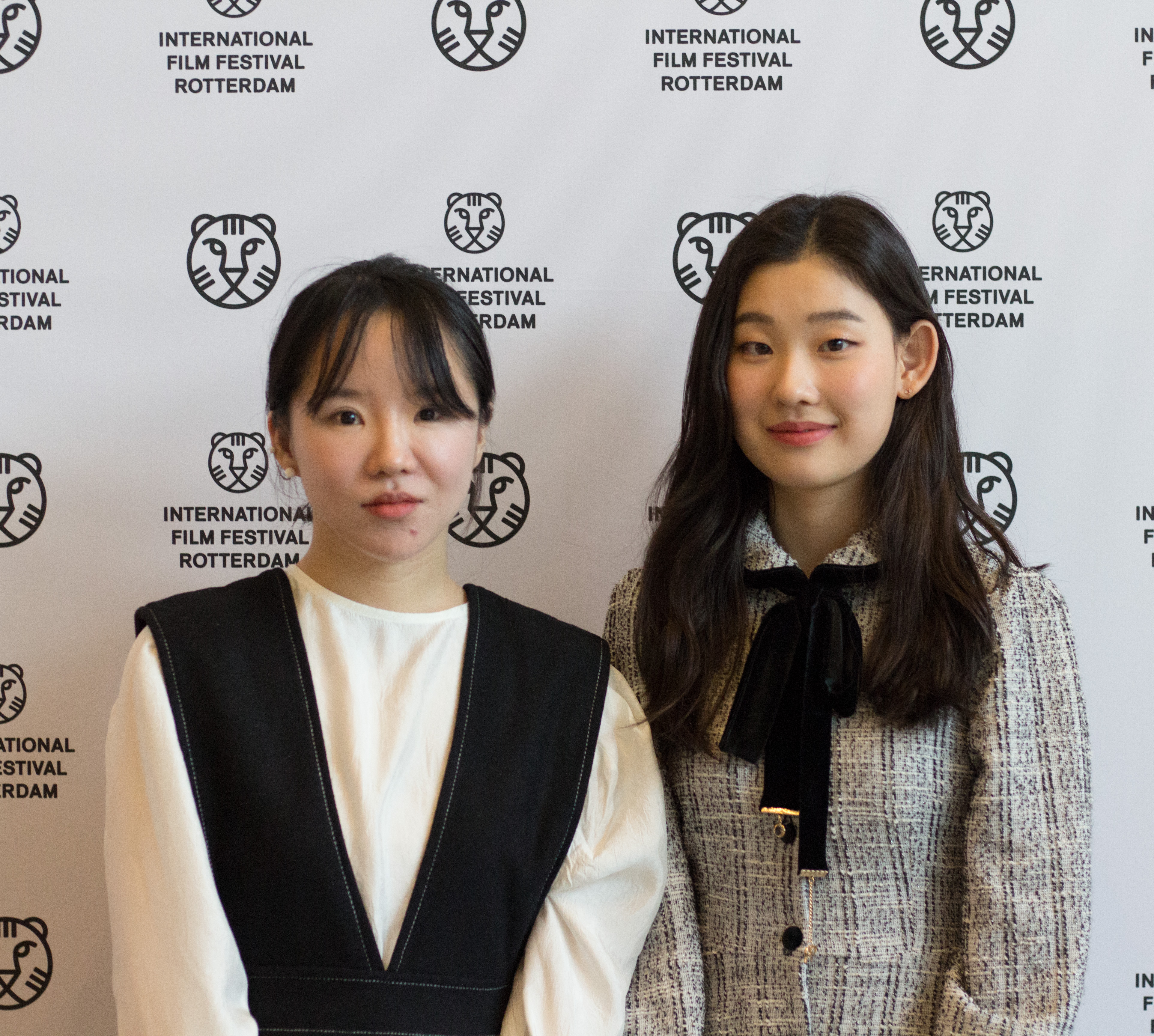
로테르담 국제 영화제에 참석한 윤단비(좌)와 최정운(우)

《남매의 여름밤》은 2020년에 개봉한 대한민국의 영화다. 감독과 각본을 맡은 윤단비 감독의 장편 영화 데뷔작으로  최정운, 박승준, 양흥주, 박현영이 출연하였다.

## 줄거리
고등학생 이옥주와 초등학생 이동주는 아빠와 함께, 여름방학 동안 친할아버지 집에서의 생활을 시작한다.

## 캐스팅
- 양흥주 : 아빠 이병기 역
- 박현영 : 고모 이미정 역
- 최정운 : 누나 이옥주 역
- 박승준 : 남동생 이동주 역
- 김상동 : 친할아버지 이영묵 역
- 김인철 : 고모부 역

## 삽입곡
- 임아영 · 장현 · 김추자 〈미련〉 (작사 · 작곡: 신중현)

## 제작
영화의 내용은 가상이지만, 윤단비 감독의 이야기가 정서에 많이 반영되었다. 시나리오 작업은 한 달 정도 걸렸다. 제목은 처음에 '이사'였으나, 관객으로 하여금 두 남매에게 집중케 하기 위해 바뀌었다. 계절은 고독한 겨울 대신 "더워도 복작복작 가족이 함께 있"는 여름을 택했다. 극중 배경인 2층 양옥집은 인천의 노부부가 50년 이상 거주하던 집이다. 감독은 곳곳에 70년대 물건이 있는 생활감이 마음에 들어 촬영지로 택했다고 밝혔다.

## 공개
2019년 10월 6일 제24회 부산국제영화제에서 처음 공개되었다. 2020년 8월 20일 그린나래미디어를 통하여 대한민국 133개 스크린에서 개봉하였다.

## 평가
로테르담 국제 영화제 심사위원단은 "관계와 감정의 사려깊은 초상화"라는 평을 남겼으며 무주산골영화제 심사위원단 김조광수, 남동철, 윤재호는 "영화가 시간을 다루는 매체라는 점을 잘 보여주는 영화"라 평하며 만장일치로 영화제의 대상인 뉴비전상 수상작으로 꼽았다.

## 수상 및 후보
| 연도 | 시상식                              | 부문                           | 후보              | 결과 | 참고   |
| ---- | ----------------------------------- | ------------------------------ | ----------------- | ---- | ------ |
| 2019 | 제24회 부산국제영화제               | 한국영화감독조합상             | 《남매의 여름밤》 | 수상 | [ 5 ]  |
| 2019 | 제24회 부산국제영화제               | 넷팩상                         | 《남매의 여름밤》 | 수상 | [ 5 ]  |
| 2019 | 제24회 부산국제영화제               | 시민평론가상                   | 《남매의 여름밤》 | 수상 | [ 5 ]  |
| 2019 | 제24회 부산국제영화제               | KTH상                          | 《남매의 여름밤》 | 수상 | [ 5 ]  |
| 2019 | 제45회 서울독립영화제               | 새로운선택상                   | 《남매의 여름밤》 | 수상 | [ 6 ]  |
| 2020 | 제49회 로테르담 국제 영화제         | 밝은 미래상                    | 《남매의 여름밤》 | 수상 | [ 7 ]  |
| 2020 | 제8회 무주산골영화제                | 뉴비전상                       | 《남매의 여름밤》 | 수상 | [ 8 ]  |
| 2020 | 제19회 뉴욕 아시안 국제 영화제      | 언케이즈드상                   | 《남매의 여름밤》 | 수상 | [ 9 ]  |
| 2020 | 제68회 산세바스티안 국제 영화제     | 도노스티안/산세바스티안 관객상 | 《남매의 여름밤》 | 후보 |        |
| 2020 | 제16회 취리히 영화제                | 장편경쟁부문 골든아이상        | 《남매의 여름밤》 | 후보 | [ 10 ] |
| 2020 | 제51회 내쉬빌 영화제                | 신인감독경쟁부문 작품상        | 《남매의 여름밤》 | 후보 | [ 11 ] |
| 2020 | 제40회 한국영화평론가협회상         | 영평 10선                      | 《남매의 여름밤》 | 수상 |        |
| 2020 | 제40회 한국영화평론가협회상         | 신인감독상                     | 윤단비            | 수상 |        |
| 2020 | 제21회 부산영화평론가협회상         | 신인감독상                     | 윤단비            | 수상 |        |
| 2020 | 제21회 부산영화평론가협회상         | 신인여우상                     | 최정운            | 수상 |        |
| 2020 | 제24회 토론토 릴 아시안 국제 영화제 | 오슬러 최우수 장편 영화상      | 《남매의 여름밤》 | 수상 | [ 12 ] |
| 2020 | 제17회 홍콩 아시안 영화제           | 뉴탤런트상                     | 윤단비            | 수상 | [ 12 ] |
| 2020 | 제38회 토리노 영화제                | 국제영화비평가연맹상           | 《남매의 여름밤》 | 수상 | [ 12 ] |
| 2020 | 제42회 낭뜨 3대륙 영화제            | 골든 몽골피에                  | 《남매의 여름밤》 | 수상 | [ 12 ] |
| 2020 | 제35회 마르델플라타 국제 영화제     | 국제경쟁부문 최우수작품상      | 《남매의 여름밤》 | 후보 | [ 12 ] |
| 2020 | 제35회 마르델플라타 국제 영화제     | 국제경쟁부문 심사위원특별상    | 《남매의 여름밤》 | 수상 | [ 12 ] |
| 2020 | 제21회 올해의 여성영화인상          | 각본상                         | 윤단비            | 수상 |        |
| 2020 | 씨네21 영화상                       | 올해의 한국영화                | 《남매의 여름밤》 | 2위  | [ 13 ] |
| 2020 | 씨네21 영화상                       | 올해의 신인감독                | 윤단비            | 수상 | [ 14 ] |
| 2021 | 제41회 청룡영화상                   | 최우수작품상                   | 《남매의 여름밤》 | 후보 |        |
| 2021 | 제41회 청룡영화상                   | 신인감독상                     | 윤단비            | 후보 |        |
| 2021 | 제41회 청룡영화상                   | 각본상                         | 윤단비            | 후보 |        |
| 2021 | 제11회 FICUNAM                      | 퓨마 최우수작품상              | 《남매의 여름밤》 | 후보 | [ 16 ] |
| 2021 | 제57회 백상예술대상                 | 영화부문 작품상                | 《남매의 여름밤》 | 후보 |        |
| 2021 | 제57회 백상예술대상                 | 영화부문 감독상                | 윤단비            | 후보 |        |
| 2021 | 제57회 백상예술대상                 | 영화부문 신인감독상            | 윤단비            | 수상 |        |
| 2021 | 제57회 백상예술대상                 | 영화부문 각본상                | 윤단비            | 후보 |        |
| 2021 | 제57회 백상예술대상                 | 영화부문 남자신인연기상        | 박승준            | 후보 |        |
| 2021 | 제57회 백상예술대상                 | 영화부문 여자신인연기상        | 최정운            | 수상 |        |
| 2021 | 제8회 들꽃영화상                    | 극영화 감독상                  | 윤단비            | 수상 | [ 17 ] |
| 2021 | 제8회 들꽃영화상                    | 신인감독상                     | 윤단비            | 후보 | [ 17 ] |
| 2021 | 제30회 부일영화상                   | 최우수작품상                   | 《남매의 여름밤》 | 후보 |        |
| 2021 | 제30회 부일영화상                   | 최우수감독상                   | 윤단비            | 후보 |        |
| 2021 | 제30회 부일영화상                   | 신인감독상                     | 윤단비            | 후보 |        |
| 2021 | 제30회 부일영화상                   | 신인남자연기상                 | 박승준            | 후보 |        |
| 2021 | 제30회 부일영화상                   | 신인여자연기상                 | 최정운            | 후보 |        |
| 2021 | 제26회 춘사영화제                   | 신인감독상                     | 윤단비            | 수상 |        |
| 2021 | 제26회 춘사영화제                   | 신인여우상                     | 최정운            | 수상 |        |

## 같이 보기
- 2020년 대한민국의 영화 목록